# Ilustre y Venerable Cofradía del Santísimo Cristo del Calvario y Nuestra Señora de la Amargura
La Ilustre y Venerable Cofradía del Santísimo Cristo del Calvario y Nuestra Señora de la Amargura de Baeza es una asociación pública de fieles de la Iglesia católica que se rige por los estatutos aprobados por el obispo de Jaén, Santiago García Aracil, el 1 de febrero de 1989. Rinde culto a una imagen de Jesús vivo en la cruz entre San Dimas y Gestas, y a una imagen de la Dolorosa bajo la advocación de La Amargura; pasos ambos con los que hace procesión de penitencia el Jueves Santo por la noche desde su sede canónica de la Iglesia de la Santa Cruz (perteneciente a la parroquia de El Salvador).

## Historia
La actual Ilustre y Venerable Cofradía del Santísimo Cristo del Calvario y Nuestra Señora de la Amargura es una de las dos hermandades herederas de la histórica Cofradía de la Santa Vera-Cruz, fundada en el convento de San Francisco de Baeza en 1540. Según sus reglas fundacionales, esta cofradía debía hacer estación de penitencia el Jueves Santo por la noche en cinco templos con las imágenes de un Cristo con la Cruz a cuestas y un Crucificado, conocido −al menos desde el siglo XVIII− bajo la advocación de Cristo de las Gracias. Precisamente en este último siglo el cortejo procesional ya incluía, además, una alegoría de la Santa Cruz, las dos esculturas de San Dimas y de Gestas −que por entonces comenzaron a acompañar al crucificado en su paso− una imagen de la Dolorosa −presente ya desde el siglo XVII− y otra de San Juan Evangelista. Pero a pesar de este incremento patrimonial alcanzado durante sus primeros siglos de existencia, a comienzos del siglo XIX la hermandad sufriría ya una escasez de recursos que en aquel momento ya no le permitió enfrentar las necesarias obras de reparación y mantenimiento de su propia capilla, lo que −con ocasión de la Desamortización de 1836− acabó resultando en la pérdida de su sede en el convento franciscano, y su traslado a la iglesia de la Santa Cruz; desde donde pasó a hacer procesión penitencial con los mismos pasos, pero ya en la madrugada del Viernes Santo.
Ya en el siglo XX −y tras un silencio documental iniciado en 1899− entre los años 1916 y 1924 la Cofradía de la Santa Vera-Cruz decidió mantener administraciones separadas y paralelas para cada uno de sus pasos de Cristo; lo que generó la impresión de dos corporaciones independientes (incluso la prensa de la época se refería a la escuadra del crucificado con la denominación popular de Cofradía del Cristo del Calvario) aun cuando no hay constancia de que ninguna de las dos escuadras produjera durante este periodo ni documentación ni símbolos propios. Así que no será hasta 1927 −y tras un regreso transitorio a una administración unificada durante los años 1924 a 1926− cuando se produjo una separación de facto entre aquellas dos escuadras (no consta ninguna aprobación de reglas que supusiera la erección canónica de nuevas hermandades); situación que se mantuvo ya hasta la destrucción de las imágenes y de la mayoría de los bienes de ambas corporaciones en el asalto a la iglesia de la Santa Cruz de agosto de 1936.

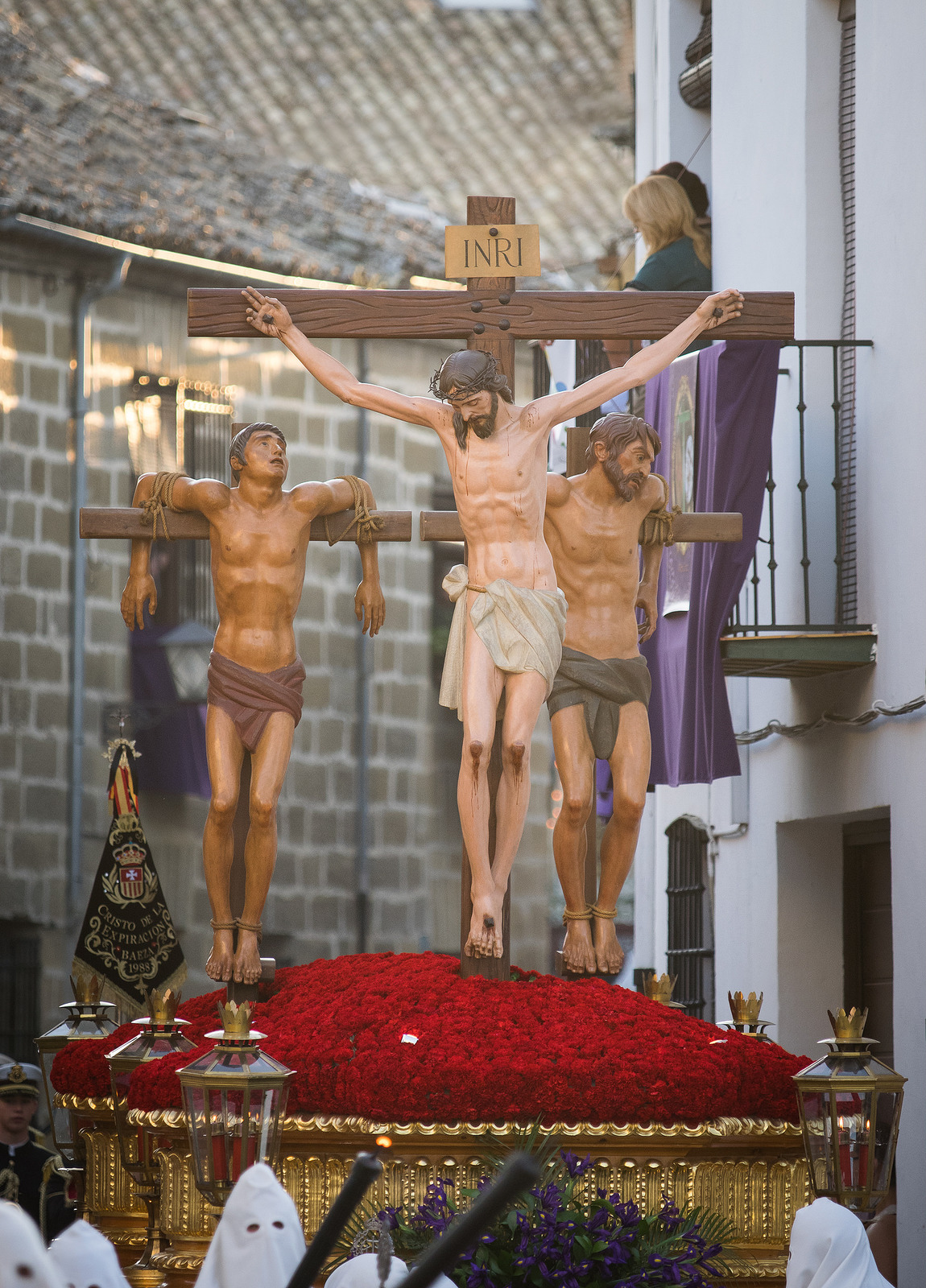
El paso del Cristo del Calvario por la calle San Juan Bautista.

De este modo, fue en el año 1927 cuando la actual Cofradía del Stmo. Cristo del Calvario y Ntra. Sra. de la Amargura empezó a manifestarse como tal, ya que es en ese momento cuando comienza a exhibir símbolos propios en su cortejo procesional y a registrar su propia contabilidad bajo la titulación de Cofradía del Santo Cristo de la Lanzada; advocación con la que había comenzado a denominarse ya desde fines del siglo XIX al antiguo crucificado de las Gracias. Pero no obstante la adquisición de esta nueva personalidad corporativa, el que se convirtió en su paso procesional −la imagen de Cristo muerto en la cruz acompañada de San Dimas y de Gestas− no dejó de procesionar en la madrugada del Viernes Santo, formando parte de un único cortejo con la nueva Cofradía de la Santa Vera+Cruz −que ahora tan solo procesionaba al Cristo con la Cruz a cuestas− mientras los gastos ocasionados por el paso de la Dolorosa acompañada de San Juan pasaron a ser sufragados conjuntamente por ambas corporaciones.
El duro golpe que supusieron para la corporación las pérdidas de 1936 hizo que no volviera a constituirse hasta 1962, cuando el obispo Félix Romero Mengíbar otorgó a la nueva hermandad los primeros estatutos corporativos de los que se tiene noticia en su historia. Entre aquel año y 1989, la entonces Cofradía del Stmo. Cristo del Calvario −con su nuevo paso en el que un Cristo ahora vivo aparecía crucificado entre los dos ladrones− vuelve a formar parte de un único cortejo en la madrugada del Viernes Santo, procesionando tras la nueva Cofradía de la Santa Vera+Cruz, que seguía manteniendo en su seno el resto de las devociones históricas de la primitiva hermandad. Sin embargo, desde 1990 −y con la adición ese año de una titular mariana bajo la advocación de la Amargura− la cofradía del Stmo. Cristo del Calvario pasó a procesionar de manera independiente: primero en las horas iniciales de la madrugá, para luego regresar al Jueves Santo por la noche ya totalmente desligada de la otra hermandad coheredera de la histórica Cofradía de la Santa Vera-Cruz.

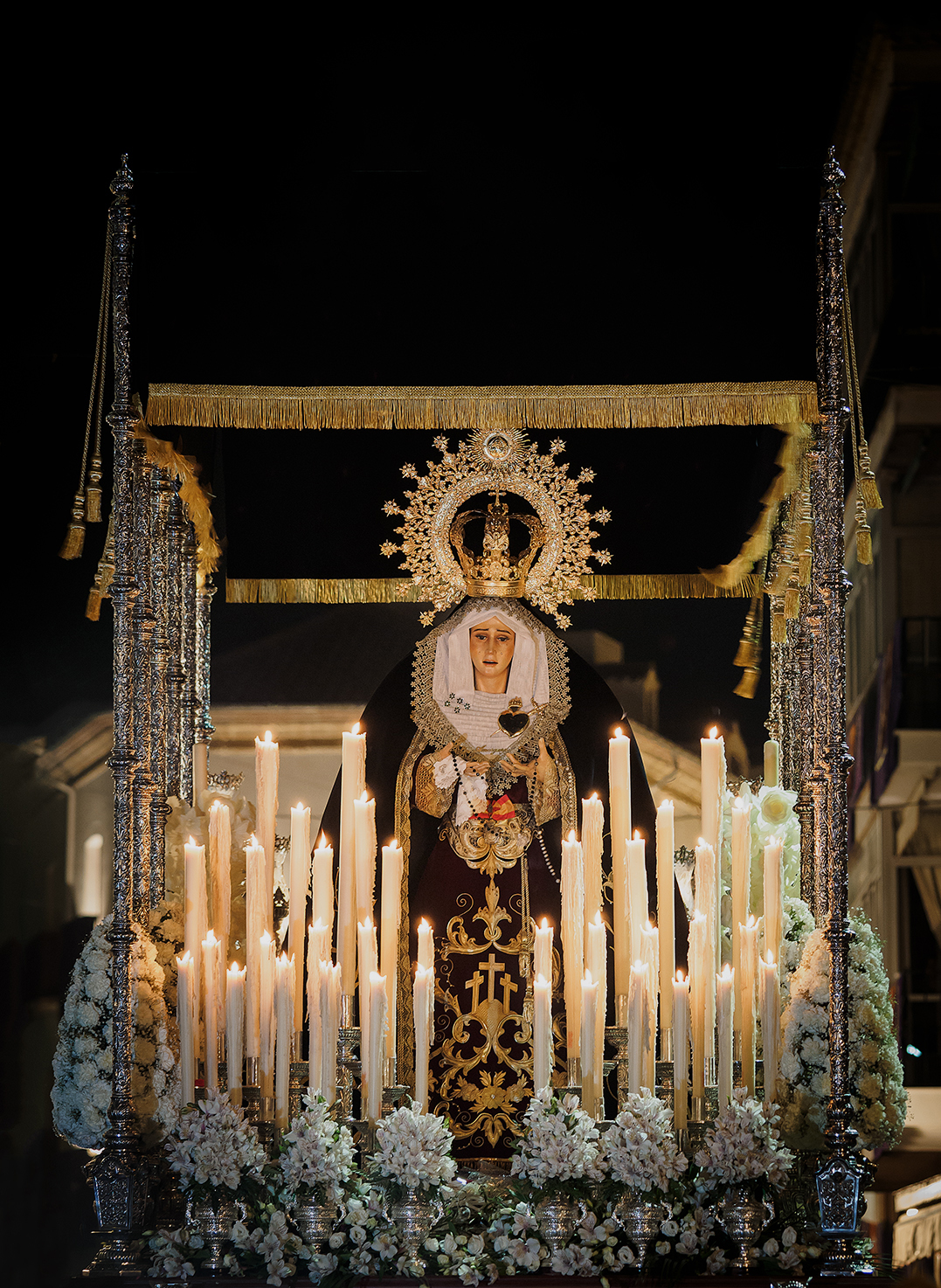
El paso de palio de Ntra. Sra. de la Amargura en carrera oficial.

## Imágenes titulares
- El paso de Cristo actualmente procesionado por la hermandad, y que representa a Cristo crucificado aún vivo entre San Dimas y Gestas, fue ejecutado por Juan Luis Vassallo Parodi en 1962;[6] de él, y sobre todo de la imagen de su crucificado, se ha escrito lo siguiente:

Junto a Dimas y Gestas, una excelentísima obra contemporánea, que refleja en concepción moderna las mejores líneas de la imaginería del Barroco español (en su faceta más atemperada y clasicista), y desde luego supera a otras realizadas por el mismo escultor sobre este momento pasionista.

Es de cuerpo largo, estilizado, al igual que los miembros; el rostro sereno y equilibrado, no refleja gestos de dolor ni dramatismos excesivos.

- Mater dolorosa obra de Juan Antonio Sánchez Sáez (Baeza, 1990)

## Pasos
- El trono del Cristo responde al diseño de Juan Luis Vassallo Parodi (Madrid 1962) y procesiona sobre ruedas. Es de madera dorada y barnizada y está alumbrado por seis faroles. El respiradero tiene decoración de sudarios y coronas vegetales sobre ornamentación de lacería, mientras el canasto exhibe una decoración de hojas de acanto estilizadas.

- El paso de palio procesiona a hombros de una cuadrilla de hermanos y hermanas portadores. El respiradero y la peana (ambos de madera barnizada) se deben al diseño de J. A. Sánchez Sáez (Baeza 1990). El respiradero cuenta además con decoración de orfebrería en alpaca plateada de Viuda de Villarreal (Sevilla 1993); taller que también realizó el resto de la orfebrería del paso: los varales de palio, los violeteros, las ánforas y la candelería, tanto la anterior como la de cola.

## Hábito y bandera corporativos
- El hábito está compuesto de túnica blanca con bocamangas negras, ceñida por cíngulo de lana blanco y negro con decoración de madroños en sus extremos, escapulario negro con tres cruces latinas blancas al pecho (siendo la central de mayor tamaño) y pañoleta igualmente blanca. Los nazarenos portan cirios de cera blanca.

- La bandera corporativa es negra y aparece plegada sobre su asta mostrando por emblema idéntico diseño al que aparece en los escapularios de los nazarenos.

## Patrimonio musical
- Marcha para banda de música: Amarguras del Calvario de Francisco Morales Lozano (2009)
- Marcha para banda de música con cornetas y tambores: Amargura en tu Calvario de Iván Poza Mesa (2014)
- Marcha para banda de música: Amargura de Santa Cruz de David Torres Fernández (2023)

## Otras devociones y actividades
Cada año la hermandad elabora y expone un belén navideño, y desde 2005 tomó a su cargo la organización de un Pregón de Navidad que en aquel momento contaba ya con tres ediciones.

## Paso por Carrera Oficial
| Predecesor: La Humildad | Orden de entrada en Carrera Oficial (Jueves Santo) Tercer Lugar | Sucesor: La Sangre |